# Escola Politécnica da Universidade de São Paulo
L'École polytechnique de l'Université de São Paulo (en portugais: Escola Politécnica da Universidade de São Paulo, EPUSP ou POLI-USP) est une école d'ingénieurs brésilienne fondée en 1893. C'est une institution de référence en Amérique latine. Son campus est situé à São Paulo. L'école a été intégrée dans l'Université de São Paulo en 1934. Ses nombreux diplômés tout au long de l'histoire occupent importants postes publics et privés et l'école est une référence de sa tradition et qualité. Elle a de nombreux partenariats d'échanges internationaux et de la recherche. Elle est souvent considérée comme la meilleure école d'ingénieurs de l'Amérique Latine par des rangs internationaux.

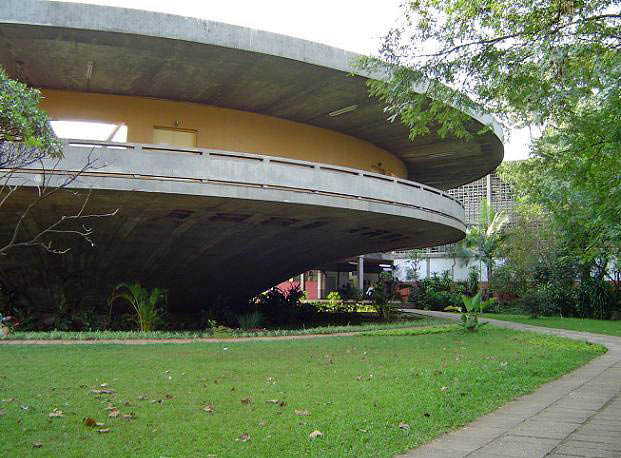
Amphithéâtre Prédio do Biênio.

## Admission et formation
750 élèves y sont admis annuellement sur concours (FUVEST = Fundação Universitária para o Vestibular).
La formation comprend un cycle de base sous la forme d'un tronc commun de deux ans (Génie civil, électrique, mécanique et chimie) suivi d'un cycle de spécialisation.
Les spécialités (Grande Área) sont:
- GA Génie civil: 
  - Génie de l'environnement
  - Génie civil
- GA Génie électrique: 
  - Automatique
  - Informatique
  - Ingénierie du Logiciel et des systèmes numériques
  - Ingénierie des automatismes et de l'énergie
  - Electronique
  - Télécommunications
- GA Génie mécanique: 
  - Génie mécanique
  - Ingénierie Mécatronique
  - Génie maritime et Architecture navale
  - Génie industriel
- GA Chimie: 
  - Métallurgie
  - Ingénierie des matériaux
  - Ingénierie des mines
  - Ingénierie des pétroles
  - Génie chimique

## Relations internationales
20 % des étudiants participent à des échanges internationaux, principalement avec des écoles et universités en Europe. 
En particulier, des programmes de «double-diplôme» sont mis en place où les étudiants suivent  une partie de leur cursus dans l'établissement d'origine et une partie dans une université étrangère, et obtiennent le diplôme des deux institutions. 
Plus de 50 étudiants participent à de tels programmes avec des universités telles que 
- SeaTech
- Écoles Centrales
- Ecole Nationale Supérieure des Industries Chimiques (ENSIC-Nancy)
- Écoles Nationales Supérieures de Chimie: Lille, Montpellier, Paris
- École de Mines de Paris
- École Nationale des Ponts et Chaussées
- École Polytechnique
- École des Mines de Saint-Étienne
- École des Mines de Nancy
- École nationale supérieure de cognitique à Bordeaux
- Politecnico di Milano
- Politecnico di Torino
- École Spéciale des Travaux Publics, du Bâtiment et de l'Industrie.
- École Nationale Supérieure des Ingénieurs en Arts Chimiques et Technologiques.
- École Nationale Supérieure d'Arts et Métiers.
- INSA ROUEN

En 2004, POLI-USP a été le premier établissement non-européen à faire partie du réseau TIME (Top Industrial Managers for Europe), institution créée en 1989 par l'École centrale Paris et rassemblant des écoles d'ingénieurs pour promouvoir l'échange d'étudiants. Cela a été considéré comme un grand pas en avant pour faciliter l'ouverture sur le monde des étudiants brésiliens.